# متحف إسرائيل
متحف إسرائيل (بالعبرية: מוזיאון ישראל) أًسِّسَ في عام 1965 ليكون المتحف الوطني لدولة إسرائيل. يقع على تلة الشيخ بدر أو كما تسمى اليوم بالعبرية: بتلة الشيخ بدر قرب الكنيست والمحكمة العليا في إسرائيل والجامعة العبرية.
عمدة القدس تيدي كوليك كان دافعا أساسيا وراء تأسيس هذا المتحف الذي يعد من المتاحف الرائدة في الفنون وعلم الاثار في العالم.يضم هذا المتحف تشكيلة واسعة من الاثار التوراتية المزعومة ومجموعة من القطع الأثرية تعود لحضارات أفريقية، أمريكية (شمالية وجنوبية)، اوقيانوسيّة، وشرقية. كما انه يضم العديد من المنحوتات والمخطوطات الغابرة وكِسَرْ زجاجية عتيقة.تم تصميم المبنى بطريقة فريدة جامعة لعدة متاحف أخرى تابعة له.مثل مزار الكتاب الذي يضم مخطوطات البحر الميت ومخلفات أخرى مكتشفة في مسعدة.يتجاوز عدد مقتنيات المتحف ال 500 ألف قطعة.

جايمس سنايدر هو مدير المتحف الحالي الذي كان يشغل سابقا منصب نائب المدير في متحف الفن الحديث في نيويورك. تم تعيين السيد سنايدر في عام  1997. وقد اشرف على حملة المئة مليون دولار لترميم المتحف ومضاعفة مساحة ساحة العرض.تمت إعادة الافتتاح للمتحف في 26 تموز 2010.

تبلغ مساحة المتحف 50,000 متر مربع ويجذب سنويا حوالي ال 800,000 زائر منهم 100,000 طفل يزور جناحا في المتحف يسمى بجناح الشباب.

## مزار الكتاب

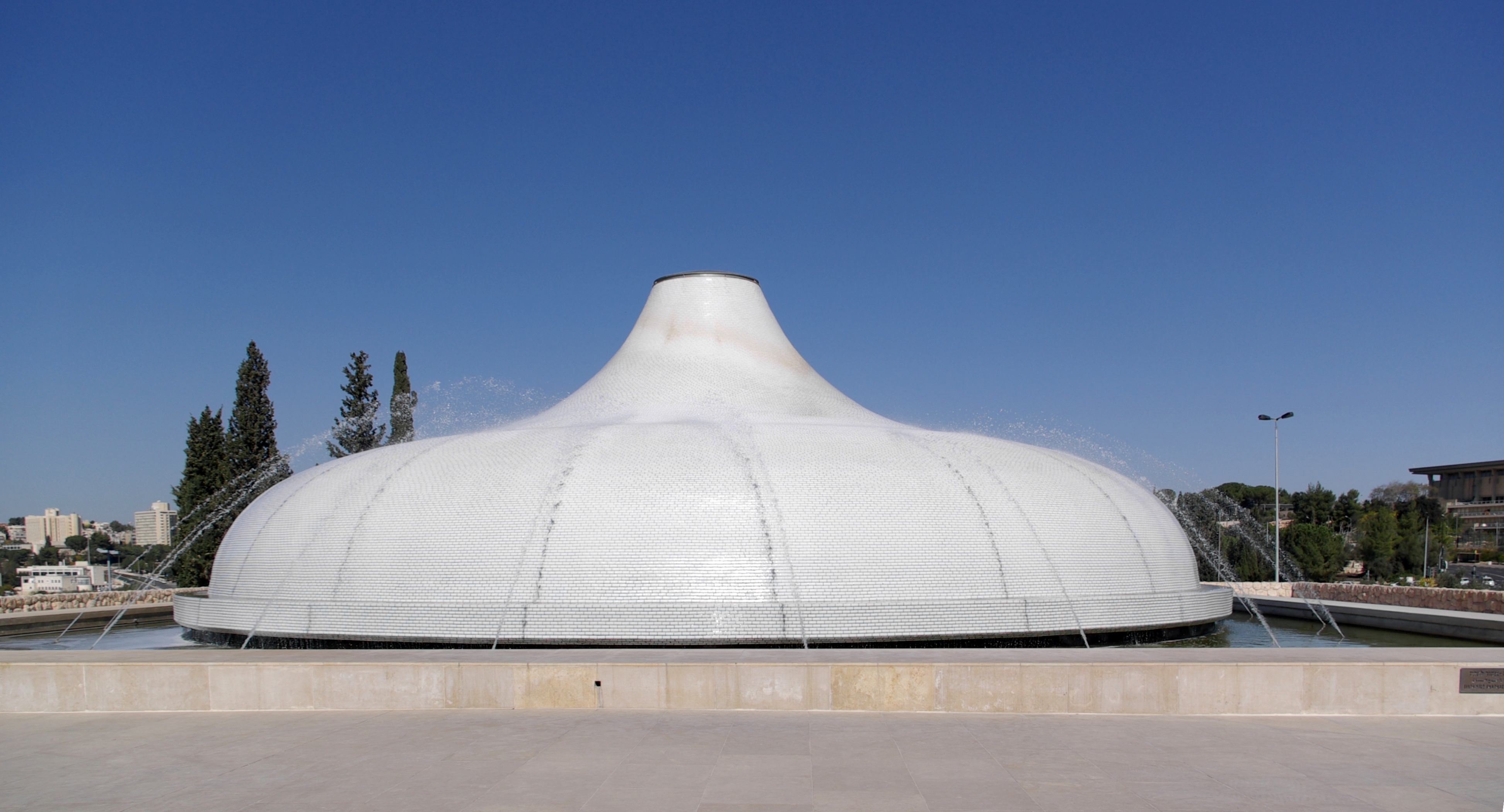
مزار الكتاب

قسم من متحف إسرائيل يضم مخطوطات البحر الميت المتكتشفة بين عامي 1947-1956 ميلادي.في كهوف خربة قمران.تأسس المزار في عام 1965 وتم تمويله من قبل دايفيد صموئيل غوتسمان (المهاجر الهنغاري). والمتبرع السخي الذي اشترى لفائف البحر الميت كهدية لدولة إسرائيل.
بنى المزار على شكل قبة بيضاء محاطة ببركة ماء.و بالمقابل منها بني جدار أسود.ترمز هندسة البناء القصة المذكورة في التوراة عن أبناء النور والظلام حيث تمثل القبة البيضاء أبناء النور والحائض الأسود أبناء الظلام.

## نموذج المدينة المقدسة

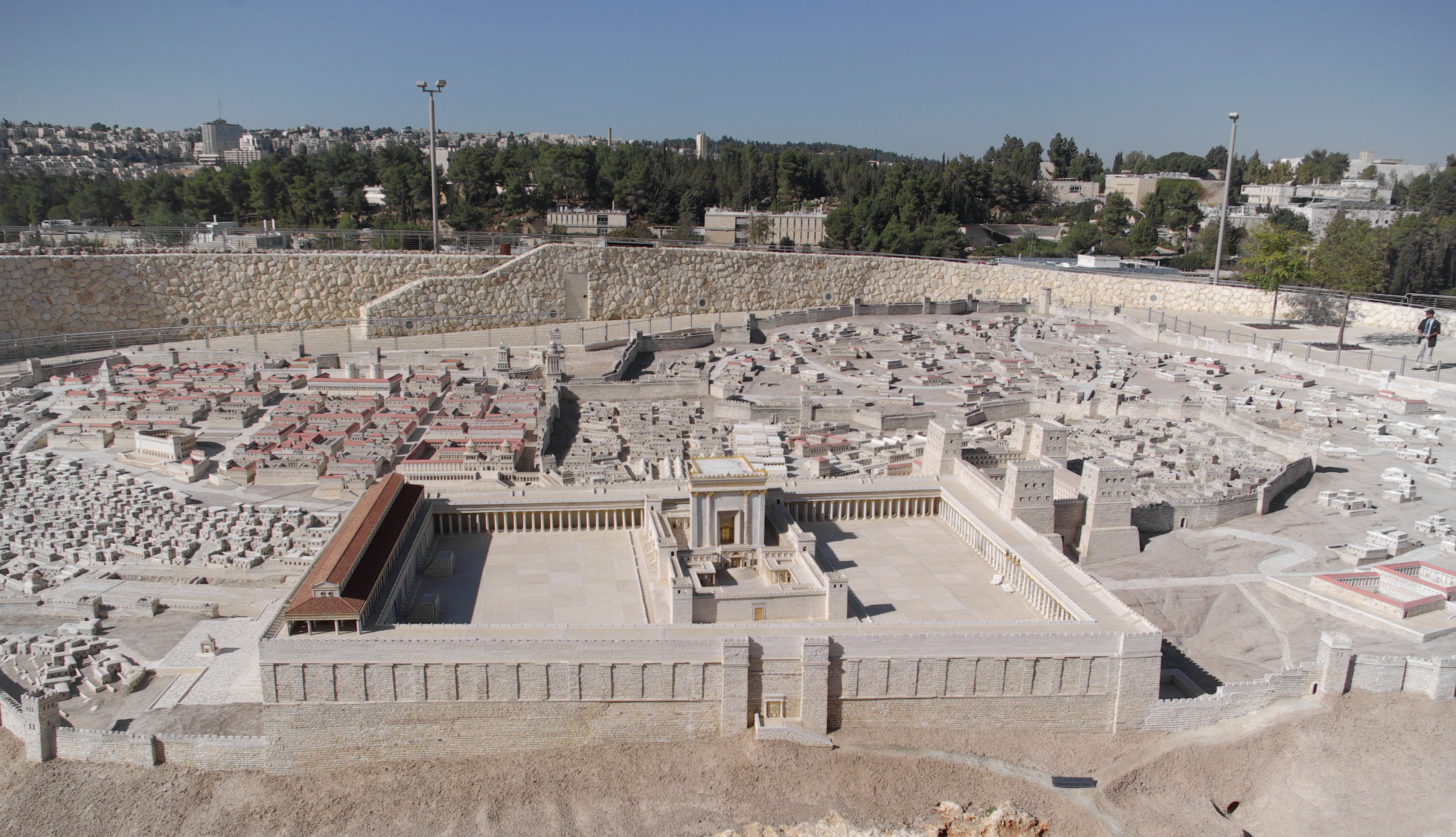
نموذج للمدينة المقدسة

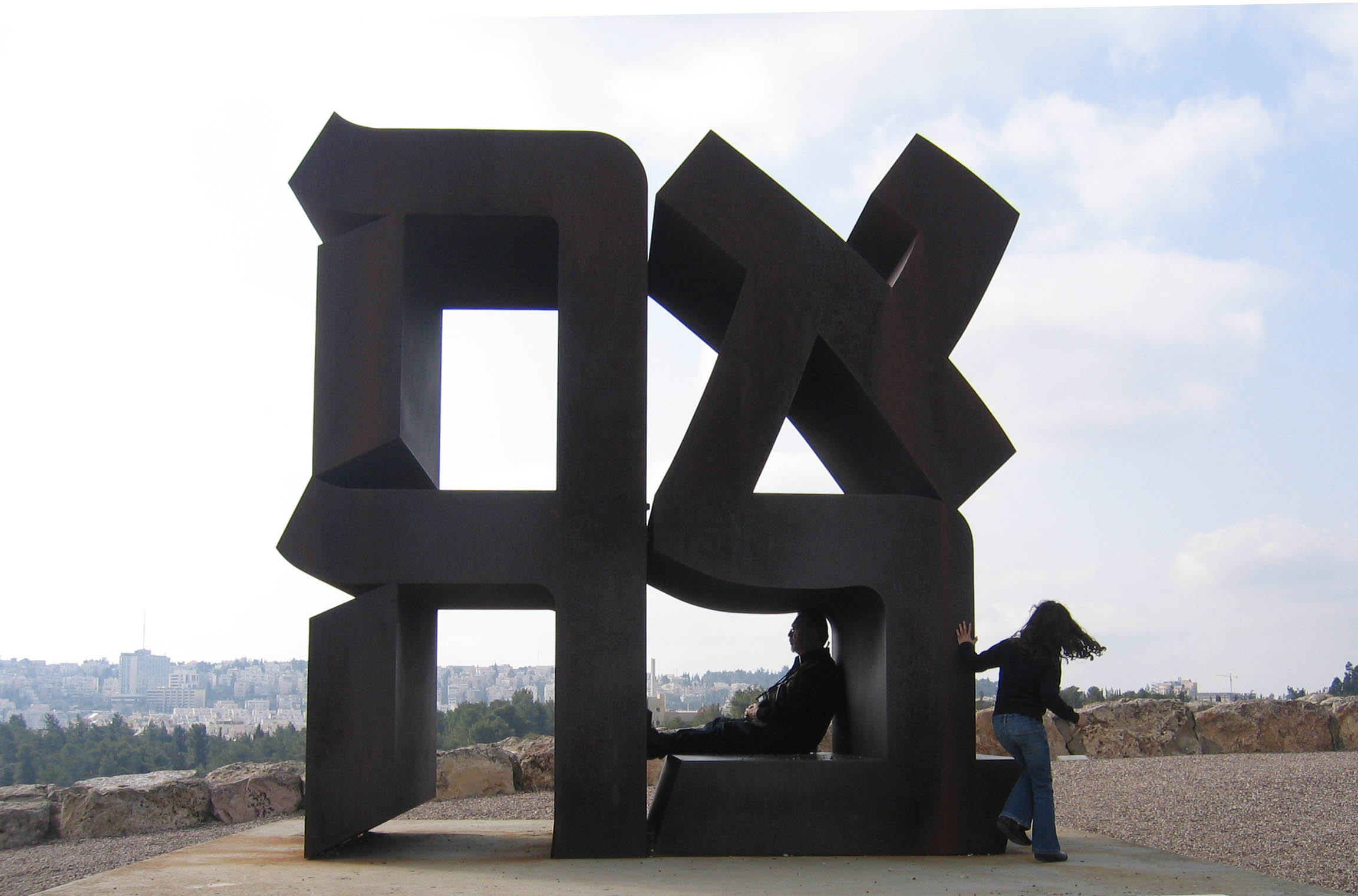
منحوتة الحب لروبرت انديانا

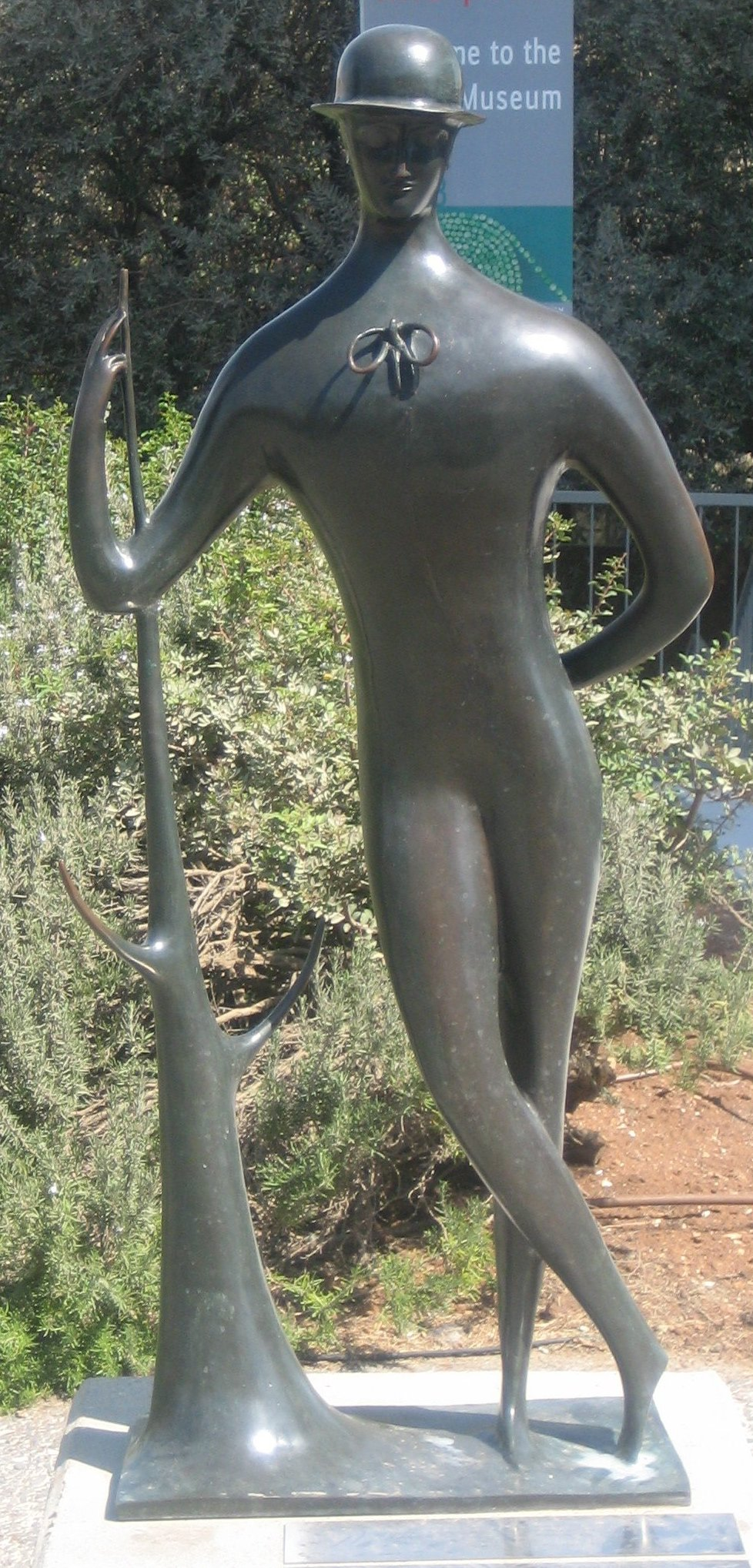
رجل في الهواء الطلق ل إلي ناديلمان حديقة بيلي روز

هو من أحدث الإضافات للمتحف حيث يصور شكل مدينة القدس في عصر الملك هيرودس (الذي بنى الهيكل للمرة الثانية). النموذج يعيد تصوير الجانب التضاريسي والمعماري للمدينة كما يُظَنً انها كانت في عام 66 قبل الميلاد أي قبيل ثورة المكابيين أو ثورة اليهود ضد الرومان التي أسفرت عن هدم الهيكل وتدمير المدينة بأسرها.

## الفن الأوروبي والإسرائيلي
يضم المتحف تشكيلة واسعة من اللوحات التي ترجع إلى حقبات تاريخية متفاوتة والتي تمثل مواضيع مختلفة بأساليب متنوعة.من الشخصيات الدولية التي تنسب لها اللوحات:رمبرانت، كاميل بيسارو، بالإضافة إلى الفنانين اليهودِيَّيْن الإسرائيلِيَّيْن أبيل بان، مارك شاغال

## فن الاحتفالات اليهودية
يضم المتحف مجموعة تتعلق بفن الاحتفالات اليهودية التي تم جمعها من جميع أنحاء العالم

## حديقة فن النحت
و تسمى بالإنجليزية (Billy Rose Art Garden)، بيلي روز آرت جاردين، التي تضم منحوتات حديثة وتجريدية

## جناح الشباب
إفْتُتِحَ في عام 1966 م ويدمج هذا الجناح بين الأعمال الفنية الأصلية للفنانين الإسرائيليين والعالميين والنشاطات التعليمية.